# Gerald M. Edelman
Gerald Maurice Edelman (New York, 1929. július 1. – La Jolla, Kalifornia, 2014. május 17.) amerikai immunológus, neurobiológus. 1972-ben Rodney Porterrel megosztva elnyerte az orvostudományi Nobel-díjat az antitestek szerkezetének felderítéséért. Ő dolgozta ki az agy fejlődésének neuráldarwinista elméletét.

## Tanulmányai
Gerald M. Edelman 1929. július 1-én született New York Queens negyedében, zsidó családban. Apja Edward Edelman orvos, anyja Anna Edelman (lánykori nevén Freedman) volt. Gyerekkorában nem annyira a természettudományok érdekelték, mint a zene: hegedűművésznek tanult. Az elemi és középiskoláit New Yorkban végezte, majd a pennsylvaniai Collegeville-ben az Ursinus College-ben tanult kémiát. 1950-ben magna cum laude diplomát szerzett és apja példáját követve a Pennsylvaniai Egyetemen orvosnak tanult tovább. 1954-ben megkapta orvosdoktori fokozatát. 1955-től pedig a Massachusetts General Hospital-nál kezdett dolgozni, de még ugyanebben az évben belépett a hadseregbe és századosi rangban két éven át a párizsi amerikai katonai kórházban végezte szolgálatát. 1957-ben leszerelt és hazatért New Yorkba, ahol a Rockefeller Intézetben PhD fokozatot szerzett. Témavezetője Henry G. Kunkel volt, az ő irányítása alatt kezdett el immunológiával és biokémiával foglalkozni. Disszertációját az ellenanyag-molekulák (immunglobulinok) enzimes hasításából írta. 

## Immunológiai kutatásai
Miután 1960-ban megszerezte a PhD-ját, Edelman a Rockefeller Intézetben maradt kutatóként és tanárként, előbb mint adjunktus, majd docens (1963) és 1966-ban professzori kinevezést kapott. Korábbi kutatását folytatva az antitestek szerkezetét vizsgálta. Az ellenanyagok szerepe a szervezet idegen testek elleni védekezésében ekkor ismert volt, de nem volt világos, hogy ezt hogyan, milyen mechanizmussal végzik. Edelman és munkatársai – a brit Rodney R. Porterrel versenyben – 1969-re megállapították, hogy az immunoglobulinok négy – két könnyű és két nehéz – peptidláncból tevődnek össze és megtalálta a láncok variábilis régióját, amivel az antigénekhez kapcsolódnak. Bár Edelmanék valamivel megelőzték a brit kutatócsoportot, 1972-ben mindkettejük munkáját orvostudományi Nobel-díjjal jutalmazták. 

## Neuráldarwinizmus
Miután Edelman 43 évesen megkapta a Nobel-díjat, felhagyott immunológiai kutatásaival és embriológiával és neurobiológiával kezdett foglalkozni. 1981-ben megalapította az Idegtudományi Intézetet, melyet 1993-ban a Rockefeller Egyetemtől átköltöztetett a kaliforniai La Jollába. Elsősorban az érdekelte, miképp alakul ki az emberi idegrendszer és az agy a magzati fejlődés során. Elvetette azt az elképzelést, hogy az agy úgy épül fel, mint egy előre meghatározott szerkezetű számítógép és immunológiai tapasztalatai alapján úgy vélte, hogy egyfajta szelekcióval azok az idegpályák maradnak meg, amelyek használatban vannak, amelyek leginkább alkalmasak a környezet ingereinek feldolgozására. Ezt az elméletét Darwin szelekciós elképzelései nyomán neuráldarwinizmusnak vagy neuron-csoportszelekciónak nevezte. Nézetei vegyes fogadtatásban részesültek, egyesek a tudományterület úttörőjének tartották, mások inkább szkeptikusok maradtak.  

## Elismerései
A Nobel-díjon felül Edelman számos kitüntetésben, elismerésben részesült. Megkapta többek között a Pennsylvaniai Egyetem Spencer Morris-díját (1954), az Amerikai Kémiai Társaság Eli Lilly-díját (1965), az Albert Einstein Emlékérmet (1974), a CalTech Buchman-díját (1975) és a Rabbi Shai Schaknai-díjat (1977) és az Olasz Köztársaság Elnöki Érmét (1999). 

## Családja
Edelman 1950-ben vette feleségül Maxine M. Morrisont. Három gyermekük született: Eric (aki művészi pályára lépett), David (neurobiológus) és Judith (zenész) Edelman.
Gerald M Edelman 2014. május 17-én halt meg La Jolla-i otthonában, 84 évesen. Halálának okát nem közölték, de ismert volt, hogy Parkinson-kórban és prosztatarákban is szenvedett. 